# Hydroeciodes pericopis
Hydroeciodes pericopis là một loài bướm đêm trong họ Noctuidae.